# Williamsburg (Virginia)
Williamsburg è una città ubicata nella Virginia Peninsula, nella regione di Hampton Roads nel sud della Virginia. Secondo i risultati del censimento del 2000, la città ha una popolazione di 11.998 abitanti.  Confina con le contee di James City  e York, ed è una città indipendente. Il Bureau of Economic Analysis ha unificato la città di Williamsburg con la Contea di James City ai fini statistici.
In origine denominata Middle Plantation, era un insediamento fortificato del 1632 collocato sull'altipiano della penisola di Virginia fra i fiumi James e York. Essa venne ribattezzata Williamsburg quando divenne la capitale della colonia di Virginia, nel 1698, quando questa fu spostata da Jamestown. La città ricevette l'investitura reale al rango di città nel 1722, e fu centro degli importanti avvenimenti politici avvenuti in Virginia, che portarono alla guerra d'indipendenza americana.
Williamsburg è nota come Colonial Williamsburg, per via della restaurata area storica della città, e per l'adiacente College di William e Mary, fondato nel 1693, la seconda più antica università degli Stati Uniti.  Nelle vicinanze, il precedente ospedale dell'attuale Eastern State Hospital fondato nel 1770, fu il primo ospedale per la cura delle malattie mentali degli Stati Uniti.
Lo storico triangolo della Virginia, che comprende Jamestown e Yorktown, oltre a Williamsburg, è una destinazione turistica molto visitata per il valore storico che riveste nella storia del Paese. Le tre città sono collegate dalla strada panoramica Colonial Parkway, che in 37 chilometri attraversa il National Scenic Byway assolutamente non deturpato da installazioni industriali e/o commerciali. L'autostrada gratuita Jamestown Ferry si trova a sud della Colonial Parkway. La Virginia State Route 5, altra strada scenografica, collega Williamsburg a Richmond.
Molti automobilisti giungono a Williamsburg tramite la Interstate 64 e la Virginia State Route 143, entrambe in senso est-ovest. Aeroporti si trovano a Newport News (32 chilometri), Richmond e Norfolk (80 chilometri entrambi). Sono tutti situati lungo la Interstate 64 e sono tutti aeroporti internazionali.

## Storia
Prima dell'arrivo dei coloni inglesi a Jamestown, nella Colonia della Virginia, nel 1607, l'area era per la maggior parte ricoperta di boschi. Essa faceva parte dei territori del gruppo di nativi americani noti come Powhatan. Nel primo periodo coloniale, la navigazione fluviale era l'equivalente delle moderne autostrade. Per facilità di viaggio, e sicurezza da conflitti con i nativi americani, i primi insediamenti coloniali vennero realizzati vicino ai fiumi.
Dal 1630, gli insediamenti inglesi iniziarono a ingrandirsi arrivando a dominare la zona orientale della penisola della Virginia, ed il gruppo di nativi chiamati Kiskiack (pronunciata "Chiskiack"), abbandonarono la zona spostandosi in territori più remoti, ma attaccando in maniera intermittente i nuovi insediamenti. Per assicurare protezione agli agricoltori ed ai pescatori insediati nel sud est della penisola, i coloni costruirono una palizzata attraverso l'intera penisola per proteggersi da improvvisi attacchi da parte dei nativi.
Ubicata al centro della penisola della Virginia, la località che divenne Williamsburg, era ad una distanza pressoché intermedia fra i due fiumi, con il terreno digradante verso le rive dei fiumi. Vicino Williamsburg, il College Creek ed il Queen's Creek, due torrenti, convogliavano entrambi le loro acque ad uno dei due fiumi. Fra questi due torrenti, la superficie era ampia soltanto 9 chilometri, molto meno che in altri punti.
L'area che divenne Williamsburg fu colonizzata nel 1638 e fu chiamata Middle Plantation, prendendo il nome dalla sua posizione sull'altipiano al centro della penisola. La palizzata difensiva, costruita al centro della penisola e completata nel 1634, era una parte integrante della Middle Plantation, sebbene la sua posizione esatta non sia oggi nota. Alcuni resti sono stati recentemente scoperti da una spedizione archeologica sulla Bruton Heights School, adiacenti al sito della casa del Governatore della Virginia John Page.
Jamestown era la capitale originaria della Colonia della Virginia, ma andò distrutta dal fuoco in occasione della Bacon's Rebellion nel 1676. Non appena il Governatore William Berkeley riconquistò il controllo, venne costituito un nucleo governativo a 18 chilometri da Middle Plantation, mentre si provvedeva alla ricostruzione del palazzo del governatore a Jamestown. Nel frattempo, i membri del governo si resero conto che la sede temporanea, ubicata sull'altopiano, era più sicura e più salubre di Jamestown, infestata da zanzare e piena di acquitrini.
La presenza di una scuola d'istruzione superiore era da molto tempo un'aspirazione dei coloni. Un primo tentativo a Henricus fallì dopo il massacro indiano del 1622. L'ubicazione alla periferia della parte sviluppata della colonia l'aveva lasciata più vulnerabile agli attacchi. Nel 1680, i coloni tentarono nuovamente di fondare una scuola. Incaricarono il reverendo James Blair, che passò molti anni in Inghilterra, di fare pressioni per ottenere l'autorizzazione reale all'istituzione della nuova scuola. Finalmente giunse la tanto sospirata autorizzazione. La scuola si sarebbe chiamata College di William e Mary, in onore dei monarchi del tempo. Quando il reverendo Blair ritornò in Virginia, la scuola fu costruita in un luogo sicuro, a Middle Plantation, nel 1693. Le classi cominciarono con trimestri provvisori nel 1694, e la costruzione dell'edificio, precursore del Wren Building, venne presto avviata.
Quattro anni dopo, nel 1698, la sede del governo, ricostruita a Jamestown, bruciò completamente per la seconda volta, questa volta accidentalmente. Il governo si trasferì di nuovo temporaneamente a Middle Plantation, ed ora oltre al miglior clima disponeva dell'uso delle installazioni del College. Gli studenti fecero una petizione al governo, e fu deciso, nel 1699, che la capitale coloniale doveva essere trasferita permanentemente a Middle Plantation. Venne pertanto creato un villaggio e Middle Plantation cambiò nome in Williamsburg in onore del re Guglielmo III d'Inghilterra, a seguito dell'elevazione di Williamsburg al rango di città.

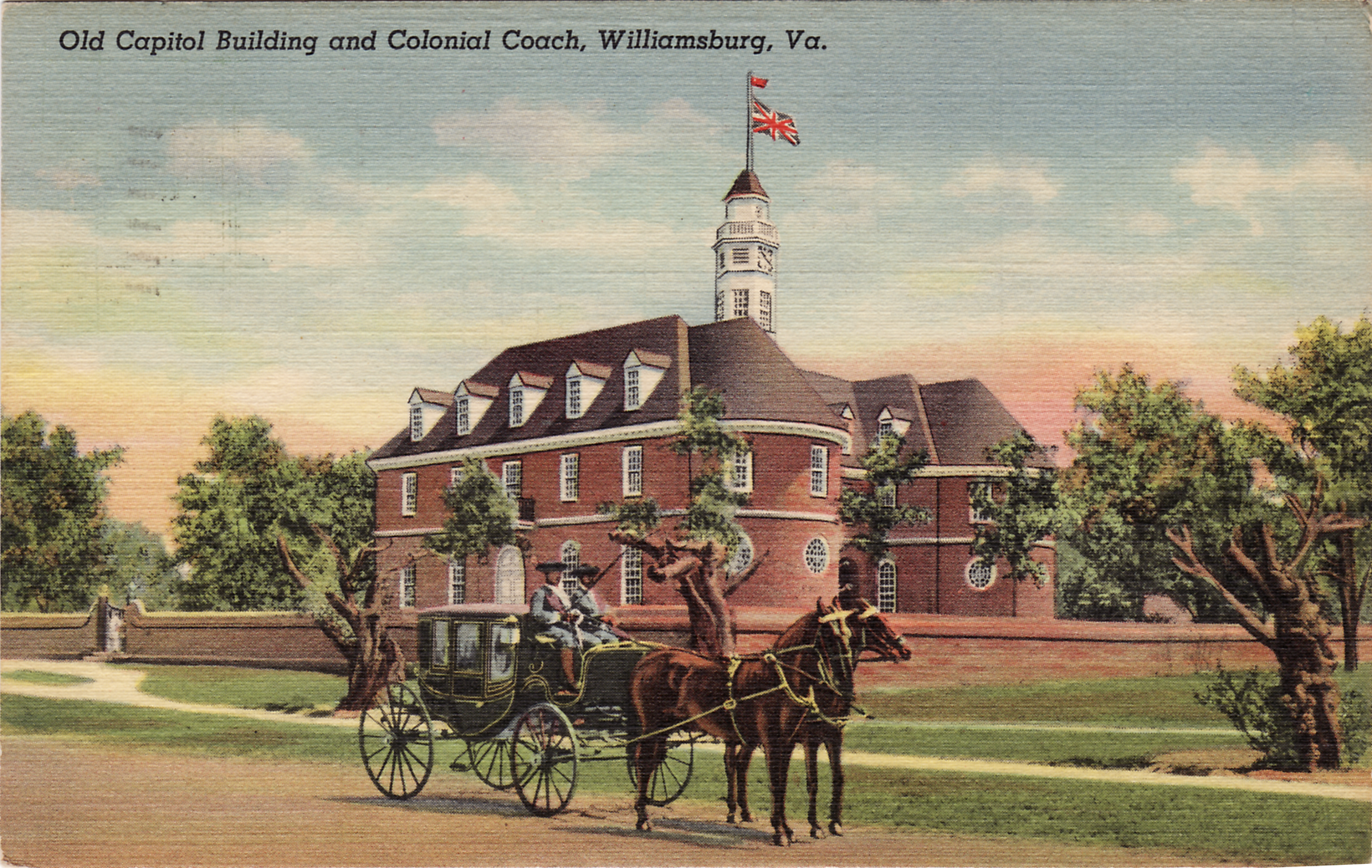
Palazzo del Campidoglio.

A seguito della designazione a Capitale della Colonia, venne decisa immediatamente la costruzione di un nuovo Campidoglio, e per disegnare la città venne dato incarico a Theodoric Bland. Il suo progetto utilizzò gli edifici esistenti del College e della nuova chiesa in mattoni Bruton Parish Church, come punti focali, e mise il nuovo Campidoglio di fronte al College, costruendo la Duke of Gloucester Street quale strada di collegamento.
Alexander Spotswood, che arrivò in Virginia come governatore nel 1710, provvide a costruire nuove strade, nuovi edifici per il College, una chiesa, magazzini per lo stoccaggio delle armi e delle munizioni. Nel 1722, alla città di Williamsburg fu accordata, la patente reale di città (oggi si crede sia la città più antica degli Stati Uniti).
Middle Plantation venne inclusa nella Contea di James City, quando essa fu fondata nel 1634, nel momento in cui la colonia aveva raggiunto una popolazione di circa 5.000 abitanti. James City e le altre contee della Virginia cambiarono nome alcuni anni dopo; la Contea di James City divenne poi Contea di James City. La palizzata costruita per difendersi dai nativi, divenne così la linea di confine con la Contea di Charles River, il cui nome divenne Contea di York dopo che re Carlo I aveva perso i favori dei sudditi inglesi. Via via che Middle Plantation e poi Williamsburg si andarono sviluppando, i confini vennero leggermente modificati. Per la maggior parte del periodo coloniale, il confine tra le due contee fu costituito dalla Duke of Gloucester Street. Da allora, e per circa 100 anni dopo la fondazione della Repubblica di Virginia e degli Stati Uniti, nonostante complicazioni pratiche, la città rimase divisa tra le due contee.
Williamsburg fu il luogo in cui si tentò di costruire il primo canale navigabile negli Stati Uniti. Nel 1771, Lord Dunmore, che aveva appena terminato il suo mandato di ultimo governatore reale, annunciò un progetto per la costruzione dell'Archer's Creek, che avrebbe dovuto collegarsi, via James River e Queen's Creek, con lo York River. Questo avrebbe creato una via d'acqua navigabile attraverso la penisola di Virginia , ma il progetto non fu mai completato. Resti di questo canale sono visibili dietro il palazzo del governatore.
Il primo ospedale psichiatrico degli Stati Uniti venne fondato nella città negli anni 1770: "Ospedale pubblico per malati di mente". Noto oggi come Eastern State Hospital, venne fondato con atto della Virginia General Assembly, il 4 giugno 1770. L'atto autorizzò lo stanziamento dei fondi necessari alla costruzione dell'ospedale. Nel 1771, Benjamin Powell costruì due corpi di fabbrica in Francis Street, vicino al College, capaci di ospitare 24 pazienti. Il progetto comprendeva un cortile per la vita all'aria aperta dei pazienti ed una staccionata che isolasse il complesso dal resto dalla città.
Nell'aprile del 1775 scoppiò un incidente fra il governatore Dunmore ed i coloni della Virginia, a causa della polvere da sparo depositata nei magazzini di Williamsburg. Dunmore, temendo una ribellione, ordinò ai marines reali di toglier la polvere da sparo dai magazzini. La milizia della Virginia, guidata da Patrick Henry, reagì al "furto" e marciò su Williamsburg. Ne seguì una disputa che vide Dunmore minacciare la distruzione della città se la milizia avesse attaccato. La questione si risolse con il pagamento della polvere da sparo. Questo episodio fu una prima scintilla che porterà alla guerra di secessione.
A seguito della dichiarazione di indipendenza dalla Gran Bretagna, scoppiò la guerra d'indipendenza americana nel 1776. Durante la guerra, la capitale della Virginia venne nuovamente spostata nel 1780, questa volta a Richmond su richiesta dell'allora governatore Thomas Jefferson, che riteneva Williamsburg troppo vulnerabile ad eventuali attacchi delle truppe britanniche. Comunque, durante la guerra di indipendenza, Williamsburg mantenne il suo status come sede di diversi importanti riunioni politiche.
Avendo perso il Campidoglio dal 1780, Williamsburg vide scemare la sua importanza, anche se non al livello di quanto era avvenuto a Jamestown in precedenza. Un altro fattore fu la viabilità: i trasporti, nel XVIII e XIX secolo, si svolsero sempre più sui fiumi e la posizione in altura di Williamsburg, lontana dalle rotte dei fiumi navigabili, la penalizzò seriamente e le ferrovie che iniziarono a essere costruite intorno agli anni 1830, non giunsero ancora in città.
Nonostante la perdita delle attività legate al governo, il College continuò ad espandersi, così come l'ospedale psichiatrico.
All'inizio della guerra di secessione (1861–1865), gli arruolamenti nell'Esercito Confederato svuotarono il College di William e Mary, ed il 10 maggio 1861 si decise di chiudere la scuola per la durata del conflitto. Il Wren Building venne utilizzato come caserma confederata e più tardi come ospedale, prima dai Confederati e poi dalle forze dell'Unione.
L'area di Williamsburg fu teatro di combattimenti nella primavera del 1862, durante la campagna della penisola , un tentativo di prendere Richmond dall'est, dalla base di Fort Monroe. Fra il tardo 1861 ed i primi del 1862, il piccolo contingente di difensori Confederati era noto come l'Esercito della Penisola, ed era comandato dal generale John B. Magruder. Egli mise in atto, con successo, artifici che rallentarono gli invasori, nonostante la loro superiorità numerica, e riuscì a contenere il loro attacco. Il susseguente movimento rallentato delle truppe dell'Unione, fece guadagnare tempo prezioso ai Confederati, consentendo loro il trasferimento della capitale a Richmond.
All'inizio del maggio 1862, dopo avere resistito per oltre un mese alle truppe dell'Unione, i difensori si ritirarono con calma dalla Warwick Line, dispiegandosi lungo la penisola fra Yorktown e Mulberry Island). Quando il generale unionista George McClellan si addentrò nella penisola per invadere lo spazio lasciato libero dalle forze confederate, una forza di retroguardia di cavalleria Confederata, comandata dal generale James Longstreet e sostenuta dal generale J.E.B. Stuart, rese impraticabile il loro procedere verso Williamsburg. Qui una serie di 14 piccoli fortini ad est della città e Fort Magruder, posto al congiungimento delle due strade di comunicazione principale, bloccarono le forze dell'Unione. Il disegno e la costruzione di questa linea difensiva erano state realizzate da Benjamin S. Ewell, presidente del College di William e Mary. Egli possedeva una fattoria nella Contea di James City ed era stato arruolato come ufficiale nell'Esercito Confederato dopo che il College era stato chiuso nel 1861.
Nella battaglia di Williamsburg del 5 maggio 1862, i difensori riuscirono a rallentare le forze dell'Unione, per un tempo sufficiente affinché le forze Confederate riuscissero a confluire alla difesa di Richmond.
Ne conseguì l'assedio di Richmond, culminato nelle battaglie dei Sette Giorni. La campagna di McClellan andò a vuoto, e la guerra si trascinò per quasi tre anni con grande costo di vite umane e risorse finanziarie per entrambi i contendenti, terminando soltanto nell'aprile del 1865. Nel frattempo, il 6 maggio 1862, Williamsburg venne conquistata dall'Unione. Gli edifici del College vennero utilizzati come quartier generale per il comandante della guarnigione che occupava la città. Il 9 settembre dello stesso anno, alcuni soldati ubriachi misero a fuoco il College, presumibilmente per impedire ai cecchini Confederati di utilizzarlo come copertura. Molti danni vennero inferti alla città di Williamsburg durante l'occupazione, che ebbe termine nel settembre 1865.
Circa 20 anni dopo, nel 1881 vennero costruite delle ferrovie che migliorarono il sistema dei trasporti consentendo l'esportazione del carbone estratto dalle miniere della zona. Il prodotto trasportato per ferrovia al porto di Hampton Roads veniva poi inviato per nave ai quattro canti del mondo.
A seguito degli sforzi del suo presidente, Benjamin Stoddert Ewell, continuò l'attività del College di William e Mary, anche se l'insegnamento venne sospeso, per motivi finanziari dal 1882 al 1886. Dopo il 1886, il College divenne una scuola statale. Ewell rimase a Williamsburg come presidente emerito fino alla sua morte nel 1894.
Agli inizi degli anni 1890, una società norvegese-americana che si era precedentemente stabilita negli Stati del centro-ovest degli Stati Uniti, decise di venire in Virginia approfittando della rinascita del dopoguerra e dei terreni a basso costo. Si trasferirono quindi a Williamsburg una grande quantità di cittadini americani di discendenza norvegese, svedese e danese. Qui trovarono un'area che offrì loro condizioni favorevoli tanto che alcuni di essi divennero ricchi mercanti, imprenditori e proprietari di fattorie. Si realizzò così un'immissione di entusiasmo nell'area del vecchio Campidoglio.
Williamsburg era ancora una piccola cittadina agli inizi del XX secolo. Vennero realizzate alcune nuove strutture, ma la città si dimostrò molto meno progressista della altre città della Virginia. La gente sembrava contenta di quello che aveva e non vi erano stimoli a migliorarsi.

G-7 del 1983 nel Campidoglio di Williamsburg.

Comunque, in questa situazione di generale apatia, si inserì il sogno di un prete intraprendente che pensò di trasformare Williamsburg in un museo vivente. Nei primi anni del XX secolo, il reverendo W.A.R. Goodwin intraprese una delle maggiori operazioni di restauro che siano mai state realizzate negli Stati Uniti. Inizialmente era intenzionato a restaurare la sua Bruton Parish Church. Realizzò questo proposito nel 1907, in tempo per il 300º anniversario della fondazione della Chiesa episcopale degli Stati Uniti d'America in Virginia. Tornato a Williamsburg nel 1923, dopo essere stato per diversi anni a New York, pensò che molti altri edifici coloniali avrebbero potuto essere restaurati.
Goodwin sognò un progetto molto più ambizioso del restauro della sua chiesa. Andò alla ricerca di fondi che riuscì a trovare, presso aziende multinazionali come la Standard Oil e filantropi come John Davison Rockefeller jr e sua moglie Abby Aldrich Rockefeller. Con il ricavato costituì la Colonial Williamsburg, che si diede lo scopo di restaurare il centro coloniale della città e di realizzare un'esposizione storica celebrativa dei patrioti e della storia dei primi coloni americani.
Nel 1975 venne inaugurato il parco tematico Busch Gardens Williamsburg.
Nel XXI secolo, Colonial Williamsburg ha continuato a migliorare le sue attrazioni. Vi sono oggi sempre nuove attrazioni per polarizzare l'attenzione dei bambini moderni ed offrire migliori documentazioni e testimonianze sulla vita dei primi afro-americani in città. Un secolo dopo il reverendo Goodwin, questo capolavoro è ancora in via di continua evoluzione.
Oggi, Colonial Williamsburg è la maggiore attrazione turistica della Virginia ed è un angolo del triangolo storico con Jamestown e Yorktown unite dal Colonial Parkway.
Il 5 febbraio 2009, il presidente Barack Obama fece qui il suo primo viaggio a bordo dell'Air Force One per un incontro del Partito Democratico, pronunciando un discorso.